# Diocesi di Đà Nẵng
La diocesi di Đà Nẵng (in latino Dioecesis Danangensis) è una sede della Chiesa cattolica in Vietnam suffraganea dell'arcidiocesi di Huê. Nel 2021 contava 73.923 battezzati su 2.629.812 abitanti. La sede è vacante.

## Territorio
La diocesi comprende la città di Đà Nẵng e la provincia di Quang Nam. 
Sede vescovile è la città di Đà Nẵng, dove si trova la cattedrale del Sacro Cuore di Gesù.
Il territorio si estende su 11.723 km² ed è suddiviso in 51 parrocchie.

## Storia
La diocesi è stata eretta il 18 gennaio 1963 con la bolla Naturalis in vitae di papa Giovanni XXIII, ricavandone il territorio dalla diocesi di Quy Nhơn.

## Cronotassi dei vescovi
Si omettono i periodi di sede vacante non superiori ai 2 anni o non storicamente accertati.
- Pierre Marie Phạm Ngọc Chi † (18 gennaio 1963 - 21 gennaio 1988 deceduto)
- François Xavier Nguyễn Quang Sách † (21 gennaio 1988 succeduto - 6 novembre 2000 ritirato)
- Paul Tịnh Nguyễn Bình Tĩnh, P.S.S. † (6 novembre 2000 succeduto - 13 maggio 2006 ritirato)
- Joseph Châu Ngọc Tri (13 maggio 2006 - 12 marzo 2016 nominato vescovo di Lạng Sơn e Cao Bằng)
- Joseph Đặng Đức Ngân (12 marzo 2016 - 21 settembre 2023 nominato arcivescovo coadiutore di Huê)
  - Joseph Đặng Đức Ngân, dal 21 settembre 2023 (amministratore apostolico)

## Statistiche
La diocesi nel 2021 su una popolazione di 2.629.812 persone contava 73.923 battezzati, corrispondenti al 2,8% del totale.
| anno | popolazione | popolazione | popolazione | presbiteri | presbiteri | presbiteri | presbiteri                | diaconi | religiosi | religiosi | parrocchie |
| anno | battezzati  | totale      | %           | numero     | secolari   | regolari   | battezzati per presbitero | diaconi | uomini    | donne     | parrocchie |
| ---- | ----------- | ----------- | ----------- | ---------- | ---------- | ---------- | ------------------------- | ------- | --------- | --------- | ---------- |
| 1970 | 106.766     | 1.110.000   | 9,6         | 81         | 77         | 4          | 1.318                     |         | 6         | 369       | 38         |
| 1974 | 91.583      | 1.500.000   | 6,1         | 90         | 83         | 7          | 1.017                     |         | 25        | 456       | 38         |
| 1990 | 42.500      | 1.600.000   | 2,7         | 45         | 45         |            | 944                       |         | 1         | 286       | 36         |
| 1995 | 52.000      | 1.952.000   | 2,7         | 41         | 40         | 1          | 1.268                     |         | 1         | 328       | 33         |
| 2001 | 54.205      | 2.081.759   | 2,6         | 48         | 48         |            | 1.129                     |         | 1         | 265       | 41         |
| 2003 | 57.870      | 2.183.369   | 2,7         | 61         | 61         |            | 948                       |         |           | 368       | 41         |
| 2004 | 57.870      | 2.132.234   | 2,7         | 68         | 68         |            | 851                       |         |           | 300       | 38         |
| 2006 | 60.231      | 2.300.000   | 2,6         | 65         | 61         | 4          | 926                       |         | 4         | 311       | 45         |
| 2013 | 67.577      | 2.384.672   | 2,8         | 74         | 63         | 11         | 913                       |         | 13        | 218       | 50         |
| 2016 | 70.342      | 2.348.071   | 3,0         | 98         | 78         | 20         | 717                       |         | 28        | 248       | 54         |
| 2019 | 73.226      | 2.423.190   | 3,0         | 97         | 73         | 24         | 754                       |         | 32        | 256       | 50         |
| 2021 | 73.923      | 2.629.812   | 2,8         | 107        | 79         | 28         | 690                       |         | 42        | 249       | 51         |